# Xã Omnia, Quận Cowley, Kansas
Xã Omnia (tiếng Anh: Omnia Township) là một xã thuộc quận Cowley, tiểu bang Kansas, Hoa Kỳ. Năm 2010, dân số của xã này là 312 người.